# Flughafen Sabadell

i7
i11
i13
Der Flughafen Sabadell (katalanisch Aeroport de Sabadell, spanisch Aeropuerto de Sabadell, IATA-Code: QSA, ICAO-Code: LELL) ist Barcelonas Flughafen für die Allgemeine Luftfahrt.

## Lage und Verkehrsanbindung
Der Flughafen Sabadell liegt drei Kilometer südlich des Stadtzentrums von Sabadell und 17 Kilometer nördlich des Stadtzentrums von Barcelona. Die Autopista C-58 verläuft westlich des Flughafens. Der Flughafen wird durch die Buslinie L11 mit dem Stadtzentrum von Sabadell verbunden.

## Geschichte
Der Flughafen in Sabadell wurde am 1. August 1934 als Militärflugplatz der Republik Spanien mit ziviler Mitbenutzung eröffnet.
Mit Ausbruch des Bürgerkrieges wurde der Flugplatz ein wichtiger Stützpunkt der republikanischen Luftstreitkräfte, die Hangars und Werkstätten eröffneten. Hier wurden im weiteren Verlauf des Krieges auch sowjetische Jagdflugzeuge vom Typ Polikarpow I-15 „Chato“ in Lizenz gebaut. Zur Verteidigung Barcelonas lagen hier mehrere Jagdstaffeln. Die Flugzeugproduktion kam Mitte Januar 1939 zum Stillstand und Ende des Monats wurde der Platz durch die Franco-Truppen erobert. Nach der Eroberung durch die Nationalspanier verlegte die Aufklärungsstaffel 88 der Legion Condor Ende Januar 1939 nach Sabadell. Neben den bisher schon geflogenen Flugzeugtypen Dornier Do 17 „Bacalao“ und Heinkel He 45 „Pavo“ kamen ab Anfang Februar auch einige der damals neuen Henschel Hs 126 „Super Pavo“ zu ihrem ersten Einsatz in den letzten Kriegstagen in Katalonien.
Nach Kriegsende wurde Sabadell Heimat des örtlichen Flugclubs, der Anfang der 1950er mit dem Barcelonas fusionierte, und nach 1948 wurde die militärische Nutzung erheblich reduziert. Im Folgejahr kam es erstmals nach dem Krieg zu einer „Woche der Luftfahrt“, die in zeitgemäßer Form nach wie vor stattfindet. In der ersten Hälfte der 1950er Jahre wurde der Flughafen ausgebaut, jedoch kam die Entwicklung 1963 aufgrund einer neuen Bauhöhenbeschränkung im Umkreis des Platzes zum Stillstand. Pläne für eine Verlagerung des Flughafens zerschlugen sich später.
Die militärische Nutzung endete endgültig 1965 und nach 1970 kam es durch zwischenzeitlich wieder gelockerte Bauhöhenvorschriften zu einem erneuten Aufschwung, durch die Stationierung von Löschflugzeugen, Polizei- und Rettungshubschraubern. Passagierflüge der allgemeinen Luftfahrt wurden 1978 genehmigt und seitdem erlebt der Flughafen Sabadell durch dieses Segment der Fliegerei einen stetigen Aufschwung.

## Verkehrszahlen
| Jahr  | Fluggastaufkommen | Luftfracht (Tonnen) | Flugbewegungen |
| ----- | ----------------- | ------------------- | -------------- |
| 2024* | 6.569             | 0,000               | 58.694         |
| 2023  | 6.206             | 0,000               | 48.124         |
| 2022  | 6.070             | 0,000               | 48.933         |
| 2021  | 5.186             | 0,000               | 51.670         |
| 2020  | 3.437             | 0,000               | 40.652         |
| 2019  | 5.067             | 0,000               | 50.663         |
| 2018  | 4.540             | 0,000               | 44.093         |
| 2017  | 4.544             | 0,000               | 41.261         |
| 2016  | 4.412             | 0,000               | 36.004         |
| 2015  | 3.981             | 0,000               | 29.975         |
| 2014  | 2.686             | 0,000               | 27.069         |
| 2013  | 2.993             | 0,426               | 27.737         |
| 2012  | 602               | 0,900               | 29.046         |
| 2011  | 0                 | 0,000               | 33.395         |
| 2010  | 0                 | 0,000               | 38.877         |
| 2009  | 0                 | 0,000               | 43.934         |
| 2008  | 0                 | 0,000               | 49.642         |
| 2007  | 0                 | 0,000               | 61.195         |
| 2006  | 0                 | 0,000               | 48.695         |
| 2005  | 0                 | 0,000               | 43.814         |
| 2004  | 0                 | 0,000               | 42.902         |
| 2003  | 0                 | 0,000               | 51.901         |
| 2002  | 0                 | 0,000               | 59.591         |
| 2001  | 0                 | 0,000               | 62.963         |
| 2000  | 12.726            | 0,000               | 55.929         |

* 2024: Vorläufige Daten